# ライムライト (照明)

ライムライトの構造図

ライムライト（英語: Limelight）は照明器具の一種。電灯が発明され、普及する前に舞台照明に用いられた。別称はカルシウムライト、石灰灯、灰光灯、石灰光。
ライムライトのライムとは石灰を意味する英語の lime のことであり、石灰を棒状、あるいは球形に成形したものに、酸素と水素を別々の管から同時に噴出させて点火した高温の火炎（酸水素炎）を吹き付け、白熱した石灰から発した光をレンズで集光して照明に用いる。酸水素炎は2800℃に達する高温の火炎であるが、それ自体は青白い弱い光しか発しない。この火炎の中に石灰を置くと、高温になった石灰は熱放射を起こし、広いスペクトル域の可視光を強烈な白色光として発する。この現象は強熱発光として知られる。
19世紀中ごろに発明され、電灯が発明される前は劇場の舞台照明として盛んに用いられたが、1878年に白熱電球が実用化されるとこれの普及に伴い次第に廃れ、20世紀初頭には使用されなくなった。その代わり、ライムライトは「名声」の代名詞として用いられるようになった。アーク灯が発明されるまでは軍艦の投光器として使われ、南北戦争中には北部の封鎖艦隊が、封鎖突破船に対する警戒や南部の港湾や要塞に対する夜間砲撃に使用した。